# Prognosi riservata (film)
Prognosi riservata (Critical Condition) è un film commedia del 1987 diretto da Michael Apted.

## Trama
Un imbroglione compromesso con la mafia si finge pazzo per evitare il carcere e viene quindi spedito in un manicomio, ma in una notte di tempesta viene scambiato per un medico e a quel punto non può che creare ulteriore confusione.